# Neomia Rogers
Neomia Rogers (Neomia Mae Rogers; * 12. Juli 1940 in Garrison, Minnesota) ist eine ehemalige US-amerikanische Hochspringerin.
Bei den Panamerikanischen Spielen 1959 in Chicago kam sie auf den siebten und bei den Olympischen Spielen 1960 in Rom auf den 14. Platz.
1957 wurde sie US-Meisterin. Ihre persönliche Bestleistung von 1,67 m stellte sie 1960 auf.